# Удовице (род биљака)
Удовице (Knautia sp.) су род зељастих биљака из породице козокрвница (Caprifoliaceae). Обухвата око 350 врста, али је научно потврђено око 70. које потичу из Европе, Северне Африке, Западне и Централне Азије и Сибира. Уобичајени називи су још и кнауције, удовичице, прженице и звјездоглавке.
Род је први описао Карл фон Лине 1753. године, у свом делу Species Plantarum. Име Knautia дато је роду у част немачких ботаничара из 17. века, Кристофа и Кристијана Кнаута.

## Опис
Удовице су  једногодишње или вишегодишње зељасте биљке, понекад са стабљиком одрвенелом само у доњем делу, због чега могу личити на жбун. Имају седеће листове са петиолатним, ланцетастим, целим, назубљеним, перастим или двоструко перастим листовима, који у основи чине розету. Цвасти су у полусеменим главицама са најчешће двополним цветовима. Плод је ахенија.

## Аутохтоне врсте Балканског полуострва
На Балканском полуострву аутохтоно расте више врста из овог рода:
- Knautia adriatica
- Knautia arvensis
- Knautia clementii
- Knautia dalmatica
- Knautia dinarica
- Knautia dinarica ssp. dinarica
- Knautia dipsacifolia
- Knautia drymeia
- Knautia drymeia ssp. drymeia
- Knautia drymeia ssp. intermedia
- Knautia illyrica
- Knautia integrifolia
- Knautia longifolia
- Knautia pectinata
- Knautia purpurea
- Knautia ressmannii
- Knautia sarajevensis
- Knautia travnicensis
- Knautia velebitica
- Knautia visianii

Удовица дуголисна (Knautia longifolia или Knautia csikii) расте као ендемска врста у Специјалном резервату природе Гутавица, који се налази се на територији села Угао, општини Сјеница.